# Niederländische Standardsprache
Die niederländische Standardsprache (ndl. Standaardnederlands; früher auch Algemeen Beschaafd Nederlands, wörtlich: „Allgemeines gebildetes Niederländisch“) ist die standardsprachliche Variante des Niederländischen, die als Unterrichtssprache in den Schulen, als Amtssprache und in den Medien verwendet wird.
Sie ist Amtssprache in folgenden Staaten bzw. abhängigen Gebieten:
- Niederlande
- Belgien (Flämische Region und Region Brüssel-Hauptstadt) – Siehe auch: Belgisches Niederländisch
- Suriname
- Aruba, Curaçao und Sint Maarten (autonome Länder innerhalb des Königreichs der Niederlande)

Die moderne Niederländische Standardsprache ist stark vom Dialekt der früheren mächtigsten Provinz Brabant (heute die Provinz Nord-Brabant) und Holland (heute die Provinzen Nord- und Südholland) geprägt. Von den Dialekten der anderen früheren Provinzen findet man im modernen Niederländisch weniger wieder. Das Brabantische und Flämische haben früher den Dialekt von Holland auch stark beeinflusst.
Die in Flandern verwendete Form der Standardsprache entspricht weitestgehend der in den Niederlanden gesprochenen Sprache. Hierzu haben die Regierungen der Niederlande und Belgiens am 9. September 1980 die so genannte Niederländische Sprachunion (Nederlandse Taalunie) geschaffen. Diese soll gewährleisten, dass eine gemeinsame Rechtschreibung und offizielle Terminologie fortbesteht und die Sprache gepflegt wird. 2004 hat sich auch Suriname der Union als assoziiertes Mitglied angeschlossen.